# Myxilla seychellensis
Myxilla seychellensis är en svampdjursart som beskrevs av Thomas 1981. Myxilla seychellensis ingår i släktet Myxilla och familjen Myxillidae.
Artens utbredningsområde är Seychellerna. Inga underarter finns listade i Catalogue of Life.